# 法兰克福-哈恩机场
法兰克福-哈恩机场（德語：Flughafen Frankfurt-Hahn）位于德国莱茵兰-普法尔茨州境内，是自1993年由原美国空军基地改建而成的民用国际机场。其货运量位居德国第五，同时也是德国发展最为迅速的机场之一。在客运方面，机场主要提供廉价航空服务。来自爱尔兰的航空公司瑞安航空将此设为其继伦敦斯坦斯特德机场之后的第二大枢纽机场。该机场的运营商是法兰克福-哈恩机场有限公司，2017年被海南航空買下大部分股份。

## 位置
法兰克福-哈恩机场位于海拔503米的洪斯吕克山上，地处贝恩卡斯特尔-维特利希县、莱茵-洪斯吕克县和科赫姆-采尔县三县交界处，以及哈恩、贝伦巴赫、劳岑豪森、索伦和比兴博伊伦五地之间，其中劳琛豪森占有主要的土地。离机场最近的主要城市包括特里尔、科布伦茨和美因茨。机场距离法兰克福以西约100公里，并通过50号、327号和421号国道相连。在各道路标志和路牌上，均使用“哈恩”为指定命名。

## 历史

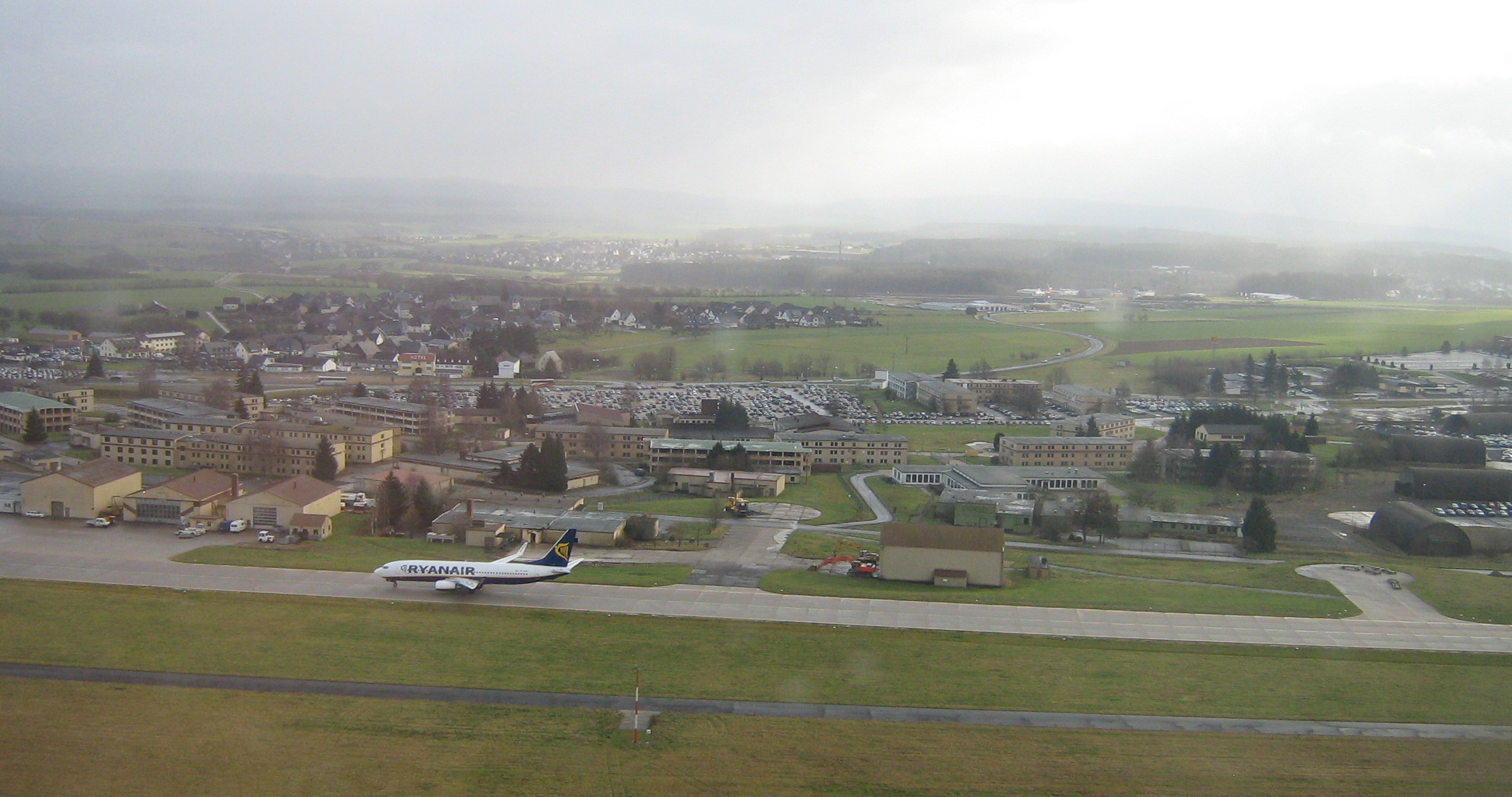
军用时期的机场

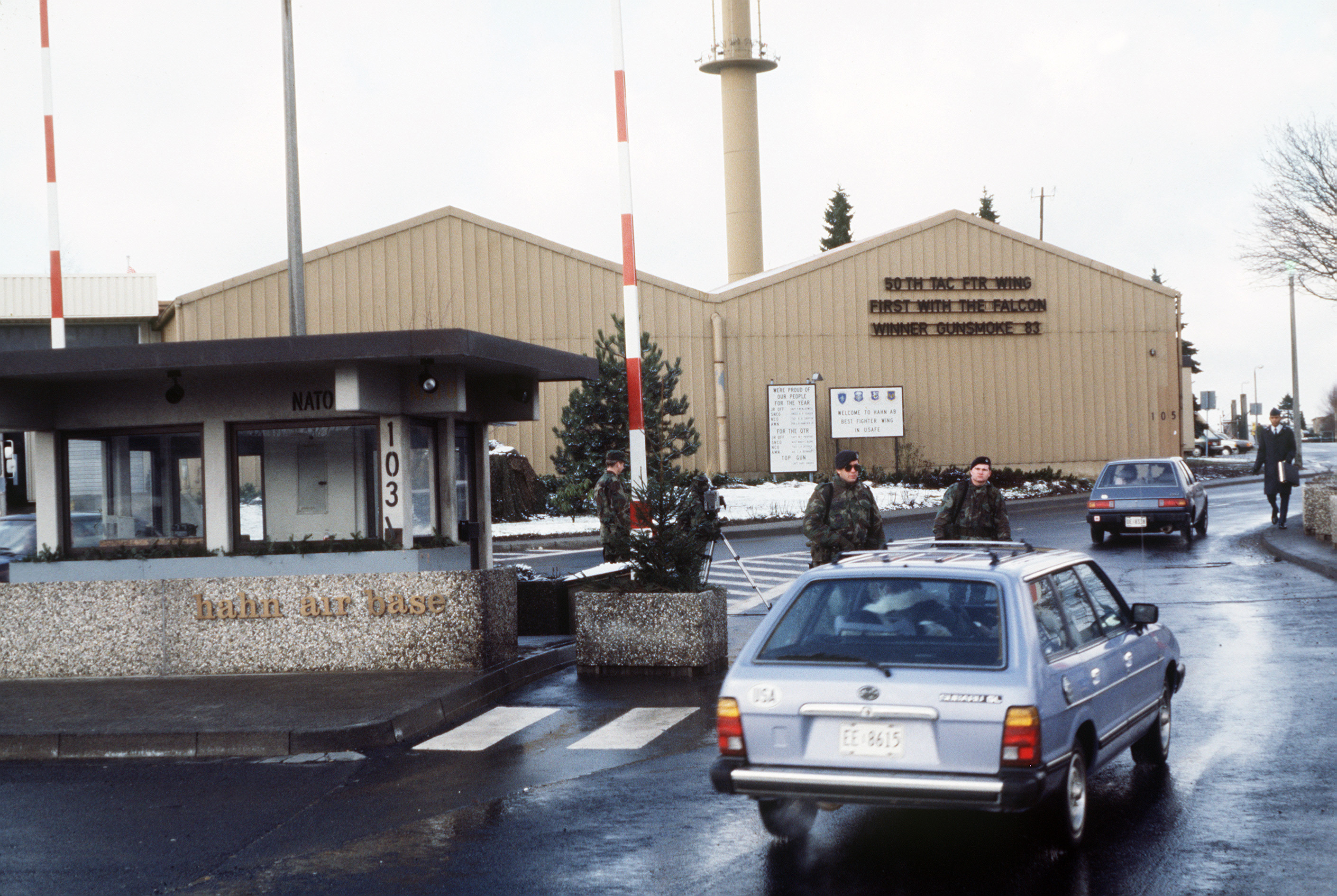
哈恩空军基地的入口（1986年）

### 形成
1951年，法国占领区当局开始在洪斯吕克兴建一座军用机场，并在1952年由美国空军接管。这个被称为哈恩空军基地（Hahn Air Base）的机场是当时美国在欧洲第七大和德国第二大的空军基地。其军事住所由43座建筑组成，共提供672间大小不等的房间，另有25座军营用以安置士兵；基地内还设有22座办公楼、52座维修库和51座仓库；飞机及军火则存放在343处机库、掩体或庇护所内。士兵们可以在23座商店内购物和32座康乐设施内健身，这些设施包括一个高尔夫球场、两个体育馆、一个足球场和一个射击场。基地内还建有的5座为孩童准备的校舍和4间医院，包括一间牙科诊所。
至冷战结束前哈恩空军基地共驻扎有3个F-16飞行中队的共计13000名人员和家属。1991年后这些飞行中队前往伊拉克投入到海湾战争中，并在战后直接返回美国。哈恩基地内的剩余人员及装备则直到1993年才完成撤离。
1992年9月13日，一架汉莎航空的飞机在哈恩空军基地起降，预告了该机场将转为政治化和民用的信息。在结束了军事用途后，美国军方于1993年9月30日正式将其移交德国平民化管理。莱茵兰-普法尔茨州政府确定将其转化为民航用途。转化的一部分是规划一座国际机场，以舒缓法兰克福机场繁忙的交通量。与法兰克福机场相比，法兰克福-哈恩机场还拥有夜间飞行的许可，并且较为容易扩建。哈恩机场的首个民用航班是在1993年5月22日，一架旅游包机飞往马略卡岛。

### 机场的命名
机场的名称“哈恩”来源于美国军方使用时期。通常机场都会以其建造所在地的名称命名，而哈恩空军基地的建造地却是劳岑豪森。这是由于在军用机场的首次选址规划中，建造地点被定在离劳琛豪森附近的哈恩。尽管后来实际建造地点被改变，人们还是保留了它的首个名字。除此之外，附近的劳岑豪森和比兴博伊伦等地名的发音对于许多美国人而言是相当困难的，基于实用的原因，运营方还是选择了哈恩的名字。
哈恩空军基地在转为民用机场初期曾被称作“莱茵-摩泽尔机场（Rhein-Mosel-Flughafen）”，其后又更名为法兰克福-哈恩机场。经过法律裁决后，尤其是汉莎航空和瑞安航空认为，使用“法兰克福-哈恩”作为官方名称有助于机场的对外宣传，尽管机场地处距离法兰克福约140公里外的另一个联邦州内。

### 事故
2006年10月16日发生了一起严重的事件，一架德国空军的龙卷风战斗轰炸机在一架瑞安航空波音737-800客机身后作近距离的曲线爬升，触发了波音飞机的碰撞报警系统。通过设备的指令，飞机中止进场，并重新复飞。最终客机于法兰克福哈恩机场、战斗机于讷尔沃尼希空军基地（Fliegerhorst Nörvenich）平安着陆，并未造成人员伤亡。这一事件引发了关于空域安全的争论，当局也因此调整了军事和民事法规中规定的最小间隔距离。战斗机飞行员称，他是注意到了客机的违规着陆行为，因而在此情况下需要近距离观察。

### 扩建
原本全长3040米的起降跑道向西延长至3800米的工程已经完成，可满足各类远程货运飞机的起降需求。因此在最初洪斯吕克霍恩大街也应作相应的搬迁。但反对机场扩建的德国自然保护联盟和德国环境与自然保护联盟由于在已开垦的区域中发现受保护的宽耳蝠而对机场提出起诉。在自然保护联盟的诉讼被撤销后，法兰克福-哈恩机场有限公司同意采取额外的保护措施作为机场扩建的一部分。
2006年1月26日，科布伦茨高等法院决定，在没有更多必要的开垦需求下，此前延长了的跑道只得使用东北端的3500米距离。同时，机场和德国环境与自然保护联盟之间的争端也达成了庭外和解。经营公司放弃了跑道西南端一些已开垦的土地，起降跑道得以自2006年（完成其余开垦并经航管机构验证后）起使用。
新的440米长的货物通道于2007年1月15日投入使用，它有三条尽头路连接货运大厅和停机坪。
为了筹集扩建经费，机场运营公司曾在2009年计划征收类似于“机场建设费”的费用，向每名乘客直接收取3欧元。但此举在瑞安航空的阻力下而失败。

## 地面交通
法兰克福-哈恩机场设有一条50号国道的连接线，藉此可通往A1高速公路的维特里希入口或A61高速公路的莱茵博伦入口。机场不远处有铁路通过。但这条闲置的洪斯吕克线直到2014年才会开通朗根隆斯海姆至机场的服务，届时提供的每小时快线服务，将得以改善连接至莱茵-美因地区的交通状况。在此之前，前往各都市圈或大城市只能通过长途巴士。
此外，运营方还有在法兰克福-哈恩机场与法兰克福机场修建磁悬浮线路的讨论，但从未进入实质规划阶段。黑森州环境与自然保护联盟批评其在2002年中25亿至30亿欧元的成本估算是“荒谬的航空业支出”。

## 运营发展
法兰克福-哈恩机场有限公司及其周边企业都是经济欠发达地区洪斯吕克拥有最多员工的雇主。机场附近的110家企业提供近2900个工作岗位，以应对当地或从别处迁来的不断增长的工作需求。其中13%的岗位是聘用兼职雇员。机场运营公司评估到2012年共可创造10000个就业机会。这主要是由于瑞安航空将此地扩张成为大型基地而衍生了越来越多的机场服务行业。目前机场运营公司本身的行政人员有443人，并在飞机调度（190人）、出租车（115人）、海关和警察（244人）、仓库（123人）及飞行员（87人）等部门提供了大量职位。约60%的员工来自莱茵-洪斯吕克县、13%来自比肯费尔德县、10%来自贝恩卡斯特尔-维特利希县和2%来自特里尔地区的其它行政县。

### 客运

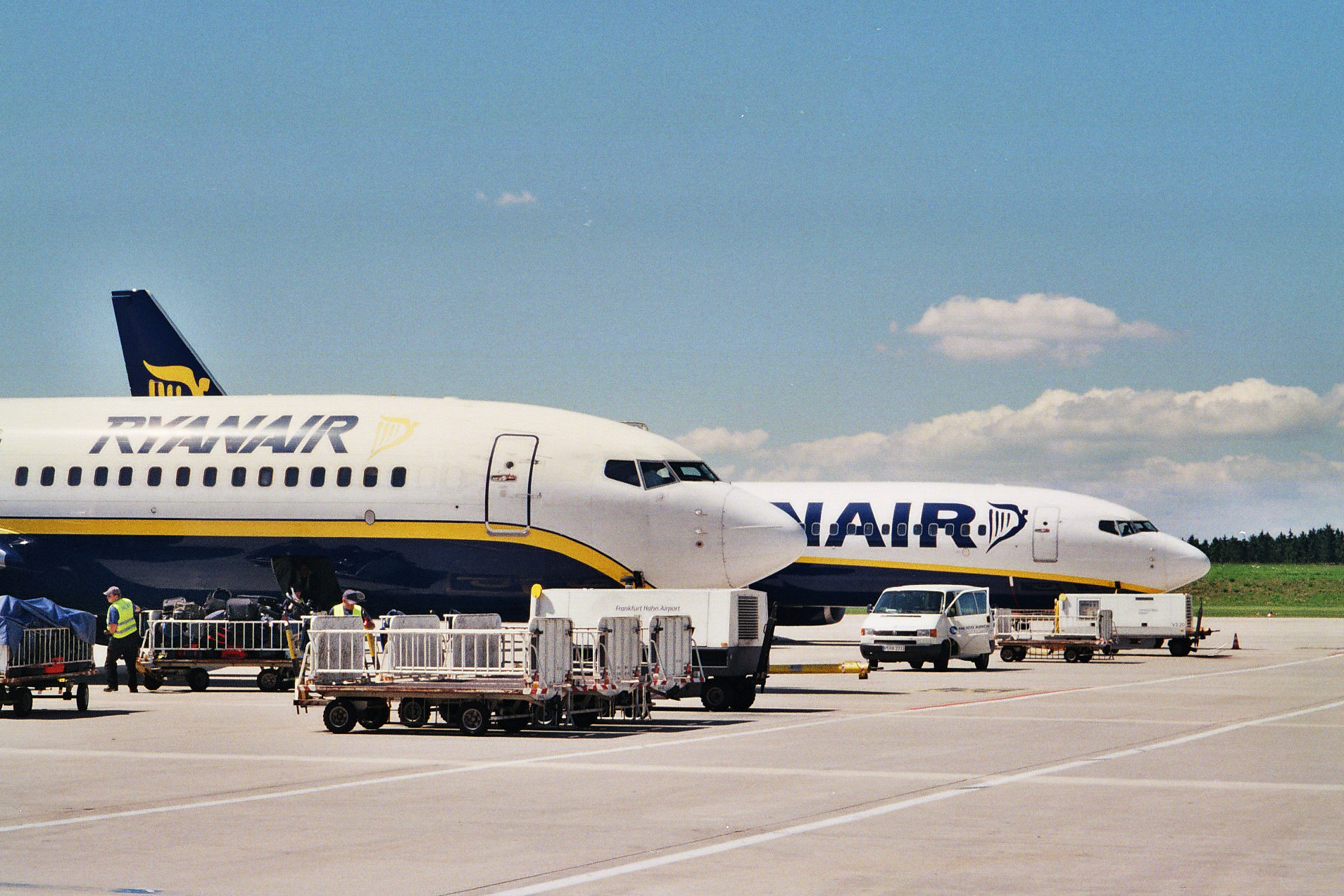
两架瑞安航空的波音737-800在哈恩机场

法兰克福-哈恩机场是德国第十大客运机场。瑞安航空则是哈恩机场最大的航空公司。这家爱尔兰企业从1999年4月起开办了每天两班往来于伦敦斯坦斯特德和法兰克福-哈恩之间的航班。2002年2月14日起哈恩机场成为了瑞安航空在德国的枢纽机场以及欧洲第二大基地，其在哈恩机场驻扎的三架飞机每天执飞10条欧洲航线的超过30个航班。2005年11月该航空公司宣布至2012年将在哈恩机场部署18架飞机，从而使其成为继伦敦斯坦斯特德机场之后的第二大航空枢纽。截至2008年5月，共有11架瑞安航空的波音737-800飞机在哈恩机场驻扎，然而在2010年12月，瑞安航空因为欧洲航空业的萎缩而缩减了2011年夏季时刻表中的航点和航班。
从2007年至2008年，法兰克福-哈恩机场的客运量由4,014,878人次下降至3,940,189人次。2009年的预测量为500万人次，但在该年头三个月，乘客人数仍在下降。截至2009年3月底，乘客总人数比上年同期减少了55,000人。至2010年，机场仅录得3,493,629人次的客运量。
在该机场提供定期客运航班的航空公司是维兹航空、冰岛快捷航空和顺风航空，其中后两者仅提供季节性航班。2008年4月，海參崴航空开办了从哈恩机场飞往俄罗斯的航班，但该航线于2009年1月停办。

### 货运
法兰克福-哈恩机场是德国第五大货运机场，仅次于法兰克福机场、科隆/波恩机场、莱比锡/哈雷机场和慕尼黑机场。俄罗斯航空每天有多个航班连接该机场，该公司已在此固定部署4架麦道MD-11F货机，而计划部署的伊留申-96机型则被搁置。除俄罗斯航空外，阿拉伯的阿提哈德航空也以空客A330-200F提供每周四班飞往阿布扎比国际机场的服务。其它货运航班则分别来自亚美尼亚、俄罗斯、中国（天津、乌鲁木齐）、亚洲、非洲和欧洲。2009年2月25日，德国货运航空的首架飞机降落哈恩机场，机场正式成为前者的枢纽机场。
法国航空也在哈恩机场设有办事处，但没有飞机飞航。该办事处负责将巴黎戴高乐机场运送过来的进口货物分发至德国各分支机构，并将出口货物运送至巴黎起飞，这些主要是通过卡车联运的方式。
2006年，两座全新的货运站在哈恩机场落成。2009年，受到全球金融危机的影响，机场的航空货运业务一落千丈。澳洲航空暂停其往返于哈恩机场的货运航班，但随后阿联酋航空又于2009年9月21日在哈恩设立货运点。2008年1月至3月期间机场的货运量为29508吨，但在2009年同期则骤减为18,344吨，跌幅达到37.83%。
2009年8月11日，一件亚美尼亚定制的火力發電廠發電組件经哈恩机场机场发送，成为货运航空史上最重的一件货物。该货物是经全球最大的货运飞机An-225運輸機运送的。
由于哈恩机场的夜航许可和法兰克福机场的夜航禁令，莱法州和黑森州决定将哈恩机场作为后者的备降机场。然而，仍有一些航空公司拒绝在哈恩机场进行夜航（例如汉莎货运航空），他们认为哈恩的容量不足以及会对后勤消耗过大，因其货物主要通过客机舱腹运送。但是努力促成哈恩和法兰克福机场之间达成合作的工作仍在继续。